# Lit Killah
Lit Killah, pseudonimo di Mauro Román Monzón (González Catán, 4 ottobre 1999), è un rapper e cantante argentino.

## Biografia
Lit Killah ha conseguito la sua prima numero uno nella Argentina Hot 100 col remix di Además de mí (2021). Nello stesso anno è uscita Entre nosotros, seconda hit al numero uno nella sopraccitata graduatoria, e il primo album in studio, intitolato Mawz. Lit Killah è stato candidato per tre premi Gardel alla cerimonia tenutasi nell'agosto 2022.
Nell'ottobre 2022 è stato presentato il secondo disco, dal titolo SnipeZ, mentre nel giugno 2023 ha ottenuto il suo terzo ingresso al vertice della hit parade argentina, con Los del espacio; il brano è stato candidato per quattro premi Gardel. A supporto dell'LP, il rapper ha imbarcato un tour musicale in America del Sud ed Europa.

## Discografia

### Album in studio
- 2021 – Mawz
- 2022 – SnipeZ
- 2024 – Kustom

### Singoli
- 2018 – Una vez mas
- 2018 – Destroy
- 2018 – Apaga el celular
- 2018 – Bufón
- 2018 – Si te vas
- 2018 – Tan bien (feat. Agus Padilla)
- 2018 – Lit Killah: Bzrp Freestyle Sessions, Vol. 3 (con Bizarrap)
- 2019 – Eclipse
- 2019 – Amor ciego
- 2019 – Samurai (feat. Big Soto)
- 2020 – Wake Me
- 2020 – Flow Miami (con Ez El Ezeta e Ňejo)
- 2020 – Te sigo (feat. Randy)
- 2020 – Flexin' (con Bizarrap)
- 2020 – Se terminó (feat. Kodigo)
- 2020 – Yankee (con Joaqo e Smokk feat. Big Deiv & Bizarrap)
- 2021 – Change
- 2021 – Yo se que tu (con FMK e Tiago PZK feat. Rusherking)
- 2021 – California
- 2021 – Entre nosotros (con Tiago PZK e/o Nicki Nicole e María Becerra)
- 2021 – Como + nadie (con i MYA)
- 2022 – Ayer (con Bhavi)
- 2022 – La Trampa es ley
- 2022 – Lion Heart (con KSHMR e Divine feat. Jeremy Oceans & Karra)
- 2022 – Pa co (con Khea e Rusherking)
- 2022 – Dime (con FMK e Dani Ribba)
- 2022 – Ku' (con De La Ghetto e L-Gante)
- 2022 – Bipolar (con Lil Mosey)
- 2022 – La tormenta
- 2022 – Killer bombón (con Los Palmeras)
- 2022 – Mi culpa (con C.R.O)
- 2022 – Necio (con Paulo Londra)
- 2022 – Olé olé (con AriBeatz e Yandel feat. Ronaldinho Gaúcho)
- 2023 – Neón
- 2023 – Extasi (con Fred De Palma)
- 2023 – El viento (con Imanbek)
- 2023 – Cuéntame (con Luck Ra)
- 2023 – La respuesta (con Ptazeta)
- 2023 – Poco a poco (con Ovi e Alemán feat. C.R.O.)
- 2023 – Kitty (con Kim Loaiza)
- 2023 – Los del espacio (con FMK, María Becerra, Rusherking, Duki, Emilia e Big One)
- 2023 – LuXxX (con Tiago PZK)
- 2023 – Triste bolero (con Gera MX)
- 2023 – Facetime
- 2024 – Carta de despedida (con Milo J e Ronny J)
- 2024 – Dreams & Love
- 2024 – Cuando ella me vio (con Standly e Kidd Voodoo)
- 2024 – Somos 3 (con Nicki Nicole)
- 2024 – En donde (con After e Dani Ribba)
- 2024 – Mala suerte (con Tuli)
- 2024 – Protagonista (con Paulo Londra)